# Piranga ludoviciana
Piranga ludoviciana là một loài chim trong họ Cardinalidae.

## Phân loại
Loài chim này đã đã được minh họa và mô tả chính thức bởi nhà điểu học người Mỹ Alexander Wilson vào năm 1811 dưới tên tên nhị thức Tanagra ludoviciana từ một mẫu vật sưu tập bởi Lewis and Clark Expedition (1803-1806). Địa phương điển hình là Kamiah, Idaho. Tên cụ thể là từ Hậu Latinh ludovicianus cho "Louis". Tên này là từ Louisiana, đặc khu hành chính thuộc Pháp thế kỷ 18 của New France, chứ không phải là bang hiện đại. Hiện loài này được đặt trong chi Piranga được giới thiệu bởi nhà điểu học người Pháp Louis Jean Pierre Vieillot trong năm 1808. Không có phân loài được công nhận.